# 未浜杏梨
未浜 杏梨（みはま あんり、1991年12月4日 - ）は、日本の女優。ジェイクリップ所属。新潟県出身。旧芸名は新名杏梨。

## 来歴
小学生から中学二年まで児童劇団に所属し『赤毛のアン』やシェークスピアの作品に出演していた。フォトジェニック・ジャパン・コンテスト（2012年4月 - ）のファイナリスト。ミス東スポ2013（2012年8月 - 9月）セミファイナリスト。マイスマTVでは「マイスマ＊女子カレー研究部」に副部長として出演した。番組終了後も中村裕香里とともにカレー部イベントを開催している。『サンタクロース・ドットコム』（2014年12月）で初主演。2015年3月からJ.CLIPに所属し未浜杏梨と改名した。

## 人物
- 好物：カレー
- 特技：ダンス（ヒップホップ）、暗記
- 趣味：映画鑑賞（ミステリー）、読書、料理、散歩

## 出演

### 舞台
- タンバリンマニア「12人の怒れる少女」（2012年3月12日、下北沢・Geki地下Liberty）
- 劇団空感エンジン「LIFE～未来のあなたの為に～[2]」Bチーム（2012年9月26日 - 30日、両国・エアースタジオ） - 奈々 役
- 劇団空感エンジン「美しすぎない女[3]」A班（2012年11月7日 - 11日、両国・エアースタジオ） - 仲川明日香 役
- アリスインプロジェクト「戦国降臨GIRL[4]」天の組（2012年12月18日 - 23日、池袋・シアターKASSAI） - 渚洋子 役
- GROW-UP Produce「DOG's」（2013年1月23日 - 2月3日、笹塚ファクトリー） - キャンディ 役
- 劇団空感エンジン「解体OK」（2013年4月10日 - 14日、両国・エアースタジオ） - 佐藤 役
- 劇団空感エンジン「LIFE～空を見よう、星を見よう～[5]」B班（2013年5月15日 - 19日、両国・エアースタジオ）
- アリスインプロジェクト「戦国降臨ガールズ[6]」（2013年7月3日 - 7日、新馬場・六行会ホール） - 渚洋子 役[7]
- 劇団空感エンジン「プレイス[8]」D班（2013年8月7日 - 12日、両国・エアースタジオ） - 美奈 役
- FULLMONTY「新・戦国浪漫 イナズマ」（2013年9月18日 - 23日、大塚・萬劇場） - 明智照子 役
- ACTOR’S TRASH ASSH「針が指す彼方まで[9]」（2013年10月23日 - 27日、池袋・シアターKASSAI） - シエル 役
- VACAR ENTERTAINMENT「ラストチャンス[10]」（2013年12月3日 - 8日、日暮里・d-倉庫）
- VACAR ENTERTAINMENT「僕と幻の図書館[11]」（2014年2月12日 - 17日、中野・テアトルBONBON） - クリス（マッチ売りの少女） 役
- 劇団空感エンジン「LINE 1986-2014[12]」A班（2014年4月23日 - 29日、新宿SPACE107） - 小湊恵 役
- VACAR ENTERTAINMENT「言いたいことも言えない、小さな夢も見れない、汚い嘘や言葉で 操られたくない、真っ直ぐ向き合う現実に誇りを持ちたいだけだから[13]」（2014年6月4日 - 8日、新宿・シアターサンモール）
- ユニットみよまる「Kiss Me You～がんばったシンプー達へ～」B班（2014年7月24日 - 27日、恵比寿エコー劇場） - 浅井麻紀子 役
- 劇団空感エンジン「PRIDE[14]」B班（2014年8月13日 - 18日、両国・エアースタジオ） - 彩 役
- タンバリンステージ「Earth Rise～世界のはじまりに君に逢いに行く[15]」（2014年10月1日 - 5日、新馬場・六行会ホール） - ルゥ 役
- シアターキューブリック「サンタクロース・ドットコム![16]」そりチーム（2014年12月20日 - 28日、中野・テアトルBONBON） - 主演 田沢ふみえ 役
- 劇団たいしゅう小説家「～宝や旅館～「げんせんじゃ～!」2015ver.[17]」（2015年5月2日 - 6日、大塚・萬劇場）
- 私立ルドビコ女学院「フカンショウジョ[18]」（2015年10月17日 - 25日、新宿・サンモールスタジオ） - 黒木百合亜 役[19]
- 劇団たいしゅう小説家「湯もみガールズII[20]」（2015年12月26日 - 29日、大塚・萬劇場）
- 劇団蝶能力「ライトスタッフ[21]」（2016年2月17日 - 21日、千歳船橋・APOCシアター）
- アサルトリリィ×私立ルドビコ女学院「シュベスターの祈り」（2016年4月16日 - 24日、新宿・サンモールスタジオ） - 黒木・フランシスカ・百合亜 役[22]
- スウェットアンドティアーズ「雨上がりのシアター2016」（2016年8月10日 - 14日、赤坂レッドシアター）
- ガソリーナ「櫻の園2」（2016年10月5日 - 10日、ザムザ阿佐谷） - 杉山紀子 役[23]
- cineman：J.CLIP「終のすみか」（2017年5月24日 - 28日、千歳船橋・APOCシアター） - 小椋環子 役
- ガソリーナ・リーディングドラマ「ファンレターズ」（2017年6月17日、新宿・シアターミラクル） - 夢野愛 役
- 園田英樹演劇祭「いつか、どこかに」（2017年12月20日 - 27日、新宿・シアターミラクル） - 井川加奈子 役
- フロアトポロジー「くらげの骨[24]」（2018年10月24日 - 28日、新宿スターフィールド） - 九ノ戸美湖 役
- オザワミツグ演劇「どうも、セックスよ、こんにちは。」Bチーム（2019年4月25日 - 30日、椎名町・シアター風姿花伝） - 宅間愛 役
- XFLAG×氣志團「MONST Rock ’n’ Roll High School」（2019年7月13日 - 14日、幕張メッセ） - ドロシー 役[25]
- フロアトポロジー「ツノノコ、ハネノコ、ウロコノコ」（2019年9月4日 - 8日、荻窪・オメガ東京） - 契 役
- めしやプロジェクト「まぁ なんてまん丸いお月様なんだろう[26]」（2021年1月14日 - 17日、新宿・サンモールスタジオ） - 空気人形 役
- ティーファクトリー『T Crossroad 短編戯曲祭<花鳥風月>夏』
  - B「あいのいろ」（2022年8月25日、新宿・SPACE 雑遊） - ルリ 役
  - D「鉄の蝙蝠」（2022年8月26日 - 27日、新宿・SPACE 雑遊）
- 演劇ユニット鵺的「デラシネ[27]」（2023年3月6日 - 12日、新宿シアタートップス） - 飛鳥井忍 役

### 映画
- 新宿スワンII（2017年1月、監督：園子温） - キャバクラ嬢 役
- リンキング・ラブ[28][29]（2017年10月、監督：金子修介） - 南田早織 役
- こいのわ 婚活クルージング[30]（2017年11月、監督：金子修介） - 相田萌 役

### テレビ
- TBS「劇場霊からの招待状」第1話「埋葬」（2015年10月16日） - 愛美 役
- テレビ東京「ウルトラマンジード」第20話「午前10時の怪鳥」（2017年11月18日） - ユカ 役
- テレビ朝日「相棒 season16」第12話「暗数」（2018年1月17日） - 沖田真穂 役[31]
- テレビ朝日「リーガルV〜元弁護士・小鳥遊翔子〜」第4話（2018年11月8日）
- 日本テレビ「THE突破ファイル」（2020年1月30日）[32]

### ラジオ
- NHK FM「婚礼、葬礼、その他[33]」（2014年1月25日、2015年7月4日）

### ネット配信
- 「美女暦」
  - 2012年3月15日[34][35]
  - 2012年9月21日[36][37]
- マイスマTV「マイスマ＊女子カレー研究部[38]」（2015年8月 - 2016年6月）[39]
- フロアトポロジー×ヒノカサの虜「君の様に鳥が啼く[40]」（2020年10月2日・4日、観劇三昧） - 萩野海亜 役

### CM
- 株式会社NSGアカデミー40周年記念企画 イメージモデル[41]
- ケンタッキーフライドチキン「気になるぷりぷり篇」（2016年1月）
- 日清「ラ王」「食べたい男 具は何を 篇」（2016年8月）

### 写真展
- 齋藤康嘉「惹力」-inryoku-（2014年8月26日 - 9月7日、目黒・ギャラリーコスモス）